# Мавлияров, Артур Ильфатович
Артур Ильфатович Мавлияров (род. 29 сентября 1991) — российский самбист, призёр чемпионатов России по самбо, призёр Кубка мира, мастер спорта России международного класса. Выступал в полулёгкой весовой категории (до 57 кг). Работает тренером в МБУ СШОР «Геркулес» им. Н.Д. Попова, город Уфа Республики Башкортостан.

## Биография
Занимался самбо в городе Давлеканово Республики Башкортостан. После переезда в город Верхняя Пышма Свердловской области тренировался под руководством Валерия Стенникова и Александра Мельникова. Представлял спортивное общество «Динамо» (Верхняя Пышма). Окончил Училище олимпийского резерва № 1 города Екатеринбурга. Выпускник факультета физического воспитания Шадринского государственного педагогического института. Работал спортсменом-инструктором СК «Металлург» (Верхняя Пышма).
Член правления местной общественной организации «Федерация Самбо городского округа город Уфа Республики Башкортостан».
Тренер 2-й категории по самбо и по дзюдо муниципального бюджетного учреждения «Спортивная школа олимпийского резерва «Геркулес» имени Н. Д. Попова» городского округа город Уфа Республики Башкортостан».

## Награды и звания
- Мастер спорта России, 16 марта 2012 года[4];
- Мастер спорта России международного класса, 20 мая 2013 года[5].

## Спортивные достижения
- Кубок мира по самбо 2012 года — :
  - Этап кубка мира — Мемориал Харлампиева 2012 года — 
  - Этап кубка мира — На призы Аслаханова 2012 года —
- Суперкубок Мира — Мемориал Аслаханова 2013 года — [6].
- Чемпионат России по самбо 2012 года — :
- Чемпионат России по самбо 2014 года — ;
- Кубок России по самбо 2016 года — 5 место[7];
- Первенство России по самбо среди молодёжи 2012 года — [8];
- Первенство России по самбо среди юношей 2009 года —
- Лично-командный чемпионат МВД России по самбо 2017 года — [9];
- Чемпионат ВВ МВД РФ 2015 года − [6];
- Чемпионаты МЧС России 2012, 2013, 2014 годов — 1 место[6];